# Bataille de Ladé (201 av. J.-C.)
Pour les articles homonymes, voir Bataille de Ladé.
Première Guerre crétoise
La bataille de Ladé est une bataille navale ayant opposé les flottes de Philippe V et ses alliés à celles de Rhodes en 201 av. J.-C. dans le cadre de la Première Guerre crétoise qui oppose la Macédoine à Rhodes de 205 à 200.
L’historien Antisthène de Rhodes a écrit un compte rendu de la bataille de Ladé : elle a lieu au large de Ladé, à l’époque un îlot, et port de la ville de Milet, et s'achève par la victoire de la flotte macédonienne. Cette victoire provoque l'intervention de Rome dans le conflit.